# Casino de Espinardo
El Casino de Espinardo es uno de los edificios más emblemáticos del barrio de Espinardo en Murcia, España. Fue construido en 1916 y desde entonces ha experimentado algunas remodelaciones.

## Historia

### Inicios
Fue construido por un grupo de exportadores de pimentón, producto muy ligado a la historia comercial de la pedanía de Espinardo en Murcia, España. Era un lugar para el entretenimiento de las clases altas; donde se celebraban fiestas, se presentaba en sociedad a las hijas de los socios y se bebía alcohol ilegal en aquella época.

### Durante la Guerra Civil Española
De 1936 a 1939 el Casino fue sede del sindicato UGT.

### Años 40
Tras la Guerra Civil Española, el Casino recuperó su función de entretenimiento. Se reunían intelectuales de la época para recitar poesía o disfrutar de conciertos. Así, el Casino se convirtió en un referente de la zona de actividad social y cultural. Sin embargo, a partir de los años 70 el Casino ha sufrido un progresivo declive.

### Resurgimiento
A partir de 1994, la nueva junta directiva del Casino impulsa nuevas actividades que ayudan a que se produzca una tenue revitalización del Casino.
Comienzan a desarrollarse entonces obras de teatro, conciertos o exposiciones de pintura. El actual presidente, José Alemán Lacal, también ofrece la posibilidad de celebrar reuniones o bodas.
Actualmente, acoge principalmente a jubilados y personas de mediana edad y sus principales actividades son los campeonatos de cinquillo, parchís o dominó.

## Arquitectura y estilo
El Casino posee planta rectangular y la fachada está construida en ladrillo y piedra artificial. Desde la puerta principal se accede al salón central del Casino, de estilo clasicista.
En los inicios del Casino el patio central se encontraba abierto, pero ahora está cerrado por una cristalera. 
En el Casino también cuenta con dos salas de juego, un bar con cocina y una habitación en la planta alta donde antiguamente dormía el conserje. 
La nueva junta directiva decidió reformar el Casino y se modificó la fachada, el tragaluz del patio, el techo, el suelo y algunas puertas.